# ZNF7
La proteína 7 del dedo de zinc es una proteína que en humanos está codificada por el gen ZNF7.

## Interacciones
Se ha demostrado que ZNF7 interactúa con RPL7.